# Escápate
"Escápate" es el segundo sencillo del álbum de estudio de Flex Te Quiero: Romantic Style In Da World lanzado en noviembre de 2007.La canción ha sido elegida como el primer sencillo del álbum, mucho antes de su lanzamiento; sin embargo, más tarde se anunció que " Te Quiero " había sido elegido como el primer sencillo.

## Vídeo musical
El video musical fue filmado en julio de 2006 antes de que " Te Quiero " y "Sin Tu Amor" fueran filmados y lanzados como sencillos, pero lanzado en 2007, fue filmado en un club nocturno en Panamá dirigido por los directores de videos musicales Lucho Espada y Alvis González. 

## Listas
| Lista (2007-2008)              | Mejor posición |
| ------------------------------ | -------------- |
| Billboard Latin Rhythm Airplay | 15             |